# 충칭 국제 무역 센터
충칭 국제 무역 센터(Chongqing World Trade Center, 중국어: 世界贸易中心)는 중화인민공화국 충칭에 위치한 283.1 m 높이의 마천루이다. 2002년 착공되었고, 2004년 마무리되어 2005년 완공되었다. 60층이다. 12대의 엘리베이터를 구비하고 있다. 지하 주차장으로 이용되는 2개의 지하층도 있다.
첨탑 높이를 빼면 262 m이다.

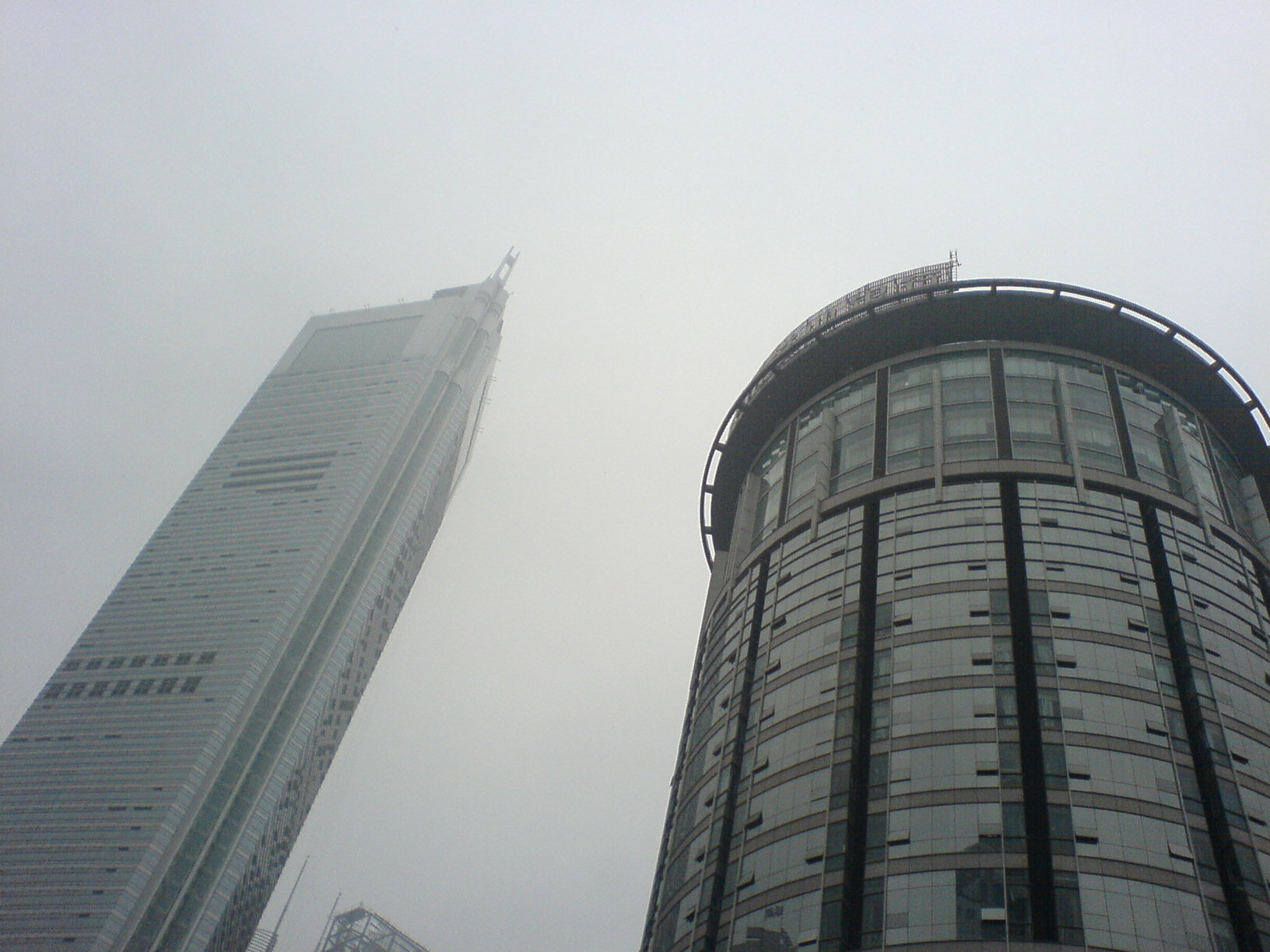
WTC (왼쪽)